# 親衛隊第16師
親衛隊第16師「全國領袖」（德語：16th SS-Panzergrenadier-Division Reichsführer-SS）是納粹德國武裝親衛隊的一個裝甲擲彈兵師，由其總司令海因里希·希姆萊的警衛營為基礎發展起來的一支部隊，希姆萊本人也希望其成為自己的“私人部隊”所以处处得到希姆莱的照顾和后门，結果是該師的兵員補充和裝備都比其他的親衛隊優勝。但是它的军官和军士数量始终达不到定额、素质也极差，战斗能力低下、风气恶劣。除了历任的旅长和师长外没有一人获得骑士勋章，通常执行二、三缐任务。該師的標志是“親衛隊全國領袖”希姆萊制服的領章。 